# Cereceda de la Sierra
Cereceda de la Sierra è un comune spagnolo di 101 abitanti situato nella comunità autonoma di Castiglia e León, provincia di Salamanca.
Monumenti
L'Iglesia de Ntra Sra del Rosario romanica.